# Казахи на Украине
Казахи на Украине (укр. казахи в Україні, каз. Украинадағы қазақтар) — одна из этнических общин на территории Украины.
По данным Всеукраинской переписи населения 2001 года, количество украинских граждан казахской национальности составляло 5526 человек, из них 1041 указали родным казахский язык, 822 — украинский, 3470 — русский и 132 — другой.
По неофициальным данным, численность этнически казахской диаспоры в Украине составляет 40 тыс. человек.
По словам председателя Всеукраинского объединения казахов Данияра Егембердиева, казахи живут в основном в южных областях — Одесской, Запорожской и Днепропетровской.